# 梅木寿雄
梅木 壽雄（うめき としお、1927年（昭和2年） - ）は、日本の民俗学者。庄内民俗学会・幹事。山形県鶴岡市錦町在住。

## 来歴
山形県鶴岡市に生れる。
鶴岡市周辺町村で中学校・社会科教諭を勤める。1982年（昭和57年）に山形県教育委員会・調査員となり、語り部の昔話を録音する。
2008年（平成20年）に鶴岡市「良い歯の長寿賞」を受賞した。

## 著作物

### 著書
- 出版年不明 - 『法橋　鶴峰史』
- 1983年 - 『鶴岡百話 - ふるさとの伝承 - 』
- 1990年 - 『鶴岡市の民俗芸能 - 万歳と春田打ち - 』
- 1991年 - 『山形県庄内祭り歳時記　春・夏』
- 1991年 - 『山形県庄内祭り歳時記　秋・冬』
- 1992年 - 『風土記・庄内 - 四季祭礼・風習・地名編 - 』 庄内の文化を掘り起こす会
- 1992年 - 『古里地名物語』
- 1997年 - 『新山形県庄内祭り歳時記』

### 編著
- 1999年 - 『鶴岡の民俗芸能』 鶴岡市教育委員会
- 2002年 - 『古里の伝説をたずねて』

### 編纂
- 2005年 - 『昔あったけど・山形庄内の昔話』
- 2008年 - 『むかしあったけど・山形庄内の昔話 - 第2集 - 』 絵：梅木香央里

### 共著
- 1988年 - 『土に生きた人梅木貞治さんを偲ぶ』 共著者：佐藤巳之助

### 監修
- 2009年 - 『鶴岡・田川の昭和』 黒羽根洋司他（執筆） いき出版 ISBN 978-4-904614-04-4